# Diócesis de El Havre
La diócesis de El Havre (en latín: Dioecesis Portus Gratiae y en francés: Diocèse du Havre) es una circunscripción eclesiástica de la Iglesia católica en Francia. Se trata de una diócesis latina, sufragánea de la arquidiócesis de Ruan. Desde el 24 de junio de 2011 su obispo es Jean-Luc Brunin.

## Territorio y organización
La diócesis tiene 1253 km² y extiende su jurisdicción sobre los fieles católicos de rito latino residentes en la mayor parte del distrito de Le Havre en el departamento de Sena Marítimo de la región de Normandía. No quedan comprendidas en el territorio de la diócesis 20 comunas: las 16 que componen el cantón de Ourville-en-Caux, 2 del cantón de Valmont (Criquetot-le-Mauconduit y Vinnemerville) y 2 del cantón de Fauville-en-Caux (Hautot-le-Vatois y Rocquefort).
La sede de la diócesis se encuentra en la ciudad de El Havre, en donde se halla la Catedral de Nuestra Señora de la Gracia.
En 2021 en la diócesis existían 21 parroquias agrupadas en 7 zonas pastorales.

## Historia
La diócesis fue erigida el 6 de julio de 1974 mediante la bula Quae Sacrosanctum del papa Pablo VI, obteniendo el territorio de la arquidiócesis de Ruan.
Entre 1992 y 1995 la diócesis vivió su primer sínodo, que se abrió litúrgicamente el 11 de octubre de 1992 y se cerró con las sesiones solemnes del 3 al 5 de junio de 1995. Tras el trabajo sinodal, se tomó la decisión de actualizar y revisar la organización parroquial diocesana; con una ordenanza de junio de 1998, el obispo Saudreau abolió todas las parroquias que habían existido hasta ese momento y al mismo tiempo erigió 21 nuevas.

## Estadísticas
Según el Anuario Pontificio 2022 la diócesis tenía a fines de 2021 un total de 325 130 fieles bautizados.
| Año                                                                             | Población            | Población | Población      | Sacerdotes | Sacerdotes    | Sacerdotes    | Bautizados por sacerdote | Diáconos permanentes | Religiosos | Religiosos | Parroquias |
| Año                                                                             | Bautizados católicos | Total     | % de católicos | Total      | Clero secular | Clero regular | Bautizados por sacerdote | Diáconos permanentes | Varones    | Mujeres    | Parroquias |
| ------------------------------------------------------------------------------- | -------------------- | --------- | -------------- | ---------- | ------------- | ------------- | ------------------------ | -------------------- | ---------- | ---------- | ---------- |
| 1980                                                                            | 322 000              | 392 000   | 82.1           | 162        | 152           | 10            | 1987                     | 2                    | 20         | 213        | 176        |
| 1990                                                                            | 332 000              | 404 000   | 82.2           | 121        | 115           | 6             | 2743                     |                      | 8          | 131        | 174        |
| 1999                                                                            | 318 700              | 398 457   | 80.0           | 77         | 77            |               | 4138                     | 10                   | 6          | 152        | 21         |
| 2000                                                                            | 319 089              | 398 862   | 80.0           | 78         | 78            |               | 4090                     | 10                   | 6          | 152        | 21         |
| 2001                                                                            | 319 089              | 398 862   | 80.0           | 76         | 73            | 3             | 4198                     | 1                    | 6          | 152        | 21         |
| 2002                                                                            | 319 090              | 398 862   | 80.0           | 76         | 72            | 4             | 4198                     | 15                   | 7          | 122        | 20         |
| 2003                                                                            | 319 090              | 398 862   | 80.0           | 72         | 67            | 5             | 4431                     | 15                   | 8          | 121        | 21         |
| 2004                                                                            | 300 000              | 399 000   | 75.2           | 84         | 77            | 7             | 3571                     | 13                   | 9          | 110        | 21         |
| 2013                                                                            | 364 000              | 417 600   | 87.2           | 56         | 53            | 3             | 6500                     | 19                   | 4          | 89         | 21         |
| 2016                                                                            | 346 660              | 398 343   | 87.0           | 45         | 43            | 2             | 7703                     | 19                   | 5          | 69         | 21         |
| 2019                                                                            | 327 700              | 398 180   | 82.3           | 41         | 38            | 3             | 7992                     | 22                   | 4          | 63         | 21         |
| 2021                                                                            | 325 130              | 393 989   | 82.5           | 40         | 37            | 3             | 8128                     | 22                   | 7          | 57         | 21         |
| Fuente: Catholic-Hierarchy, que a su vez toma los datos del Anuario Pontificio. |                      |           |                |            |               |               |                          |                      |            |            |            |

## Episcopologio
- Michel Marie Paul Saudreau † (6 de julio de 1974-9 de julio de 2003 retirado)
- Michel Jean Guyard † (9 de julio de 2003-24 de junio de 2011 retirado)
- Jean-Luc Brunin, desde el 24 de junio de 2011